# Kurtuluş, Hendek
Kurtuluş là một xã thuộc quận Hendek, tỉnh Sakarya, Thổ Nhĩ Kỳ. Dân số thời điểm năm 2008 là 446 người.